# 구 요도강
구 요도강(旧淀川 규요도가와[*], ‘옛 요도강’)은 요도강의 지류다. 오사카시 북구의 케마수문에서 본류에서 갈라져서 바다로 흘러들어간다. 1907년에 현재의 요도강이 직강화되기 전에는 이쪽이 사실 요도강의 원래 본류였다. 현재의 구 요도강은 중앙 오사카의 주요 수로이자 네야강의 주요 배수로이다.

## 분류
구 요도강은 지질학적인 이름이고 지역적으로 여러 이름으로 불린다. 수원에서 하구까지 구 요도강의 이름은 다음과 같다.

### 오오강(大川)
게마 수문에서 덴진교까지를 가리킨다.

### 도지마강(堂島川)
덴진교에서 후나쓰교까지를 가리키며 나카노시마의 북쪽을 흐른다.

### 도사보리강(土佐堀川)
덴진교에서 후나쓰교까지를 가리키며 나카노시마의 남쪽을 흐른다.

### 아지강(安治川)
후나쓰교에서 오사카만까지를 가리킨다.